# Ockensen
Ockensen ist ein Ortsteil des Fleckens Salzhemmendorf im Landkreis Hameln-Pyrmont.
Die Ortschaft Ockensen am Ith ist ländlich gelegen. Dort befindet sich ein kurioses Naturdenkmal, der Wasserbaum von Ockensen, in der Nähe verläuft ein Naturlehrpfad.

## Geschichte
1330 gehörte Ockensen zum Archidiakonat Wallensen. Der Ort zählte im Jahr 1400 12, im Jahr 1557 18 und 1757 23 Hofstellen. Die Generalkirchenvisitation fand in Ockensen 1588 statt.
Die evangelisch-lutherische Kapelle St. Andreas wurde 1729 errichtet und erhielt 1751 einen neuen Dachstuhl. 1962 wurde sie instand gesetzt.
Im Jahr 1904 legte ein Sägemüller einen Stauteich zum Antrieb einer Turbine an. Um den Wasserstand von seinem Haus aus ablesen zu können, stellte er eine hölzerne Röhre in den Teich. Durch Kalkablagerungen entstand später daraus der Wasserbaum von Ockensen. Die Sägemühle wurde 1926 stillgelegt und das Gebäude an die staatliche Forstverwaltung verkauft.
1970 war der Wasserbaum von Gestrüpp überwachsen und wurde freigelegt. Im Jahr 1992 musste er von Spezialisten repariert werden. Der Ort feierte 2004 das hundertjährige Bestehen des Wasserbaums. Im Zuge dessen wurden eine Sitzgruppe am Wasserbaum und der Waldlehrpfad eingeweiht.

## Politik
- SPD: 6
- Grüne: 1
- CDU: 3
- FDP: 1

### Ortsrat
Ockensen hat einen gemeinsamen Ortsrat mit den Ortsteilen Wallensen und Thüste.
Ortsbürgermeister des gemeinsamen Ortsrates ist Karl-Heinz Grießner (SPD).

### Wappen
Silberne Kirche mit schwarzem Gebälk und schwarzer Tür auf blauem Grunde. Das Wappen zeigt die 1729 in Ockensen errichtete Kapelle St. Andreas.

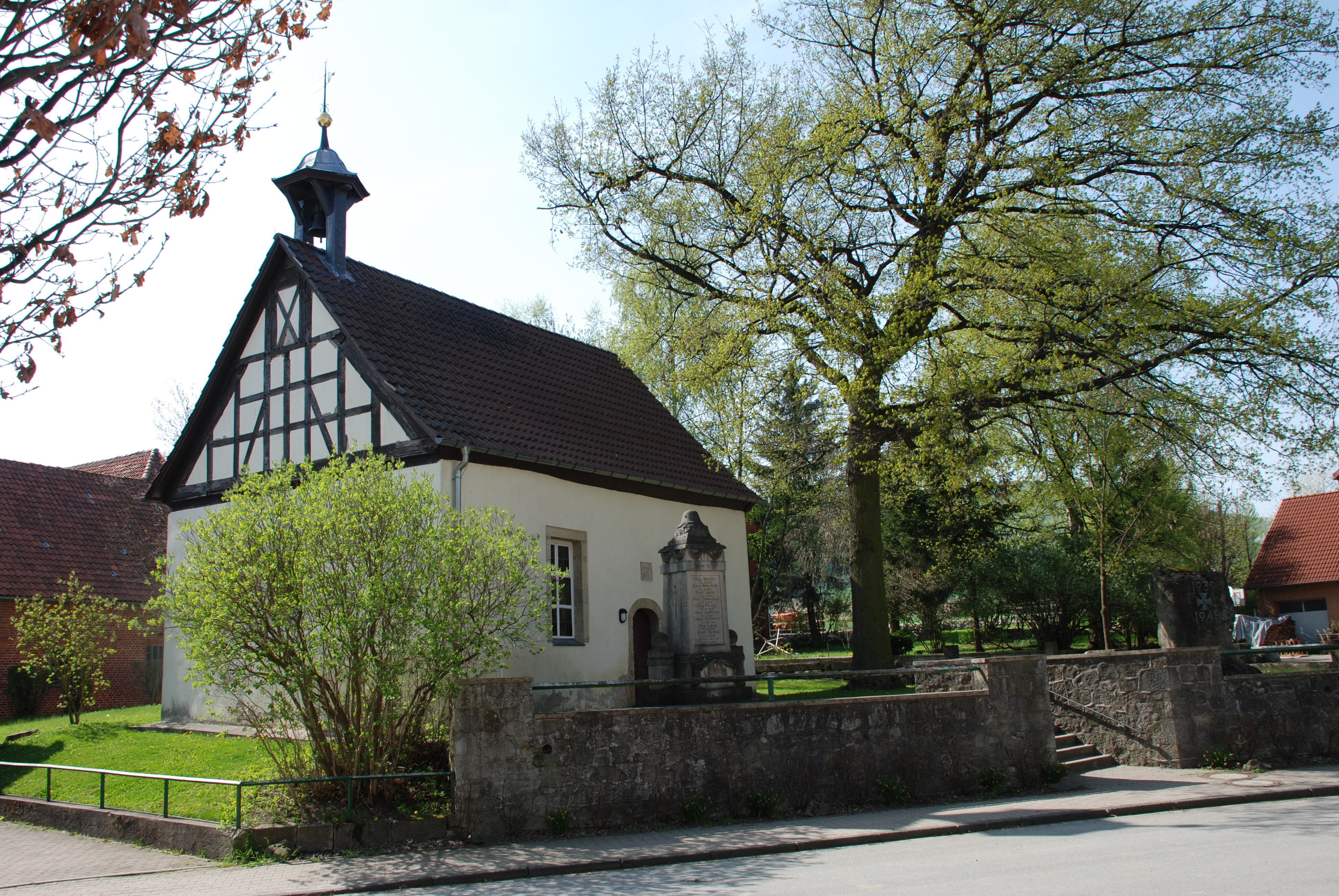
Kapelle St. Andreas
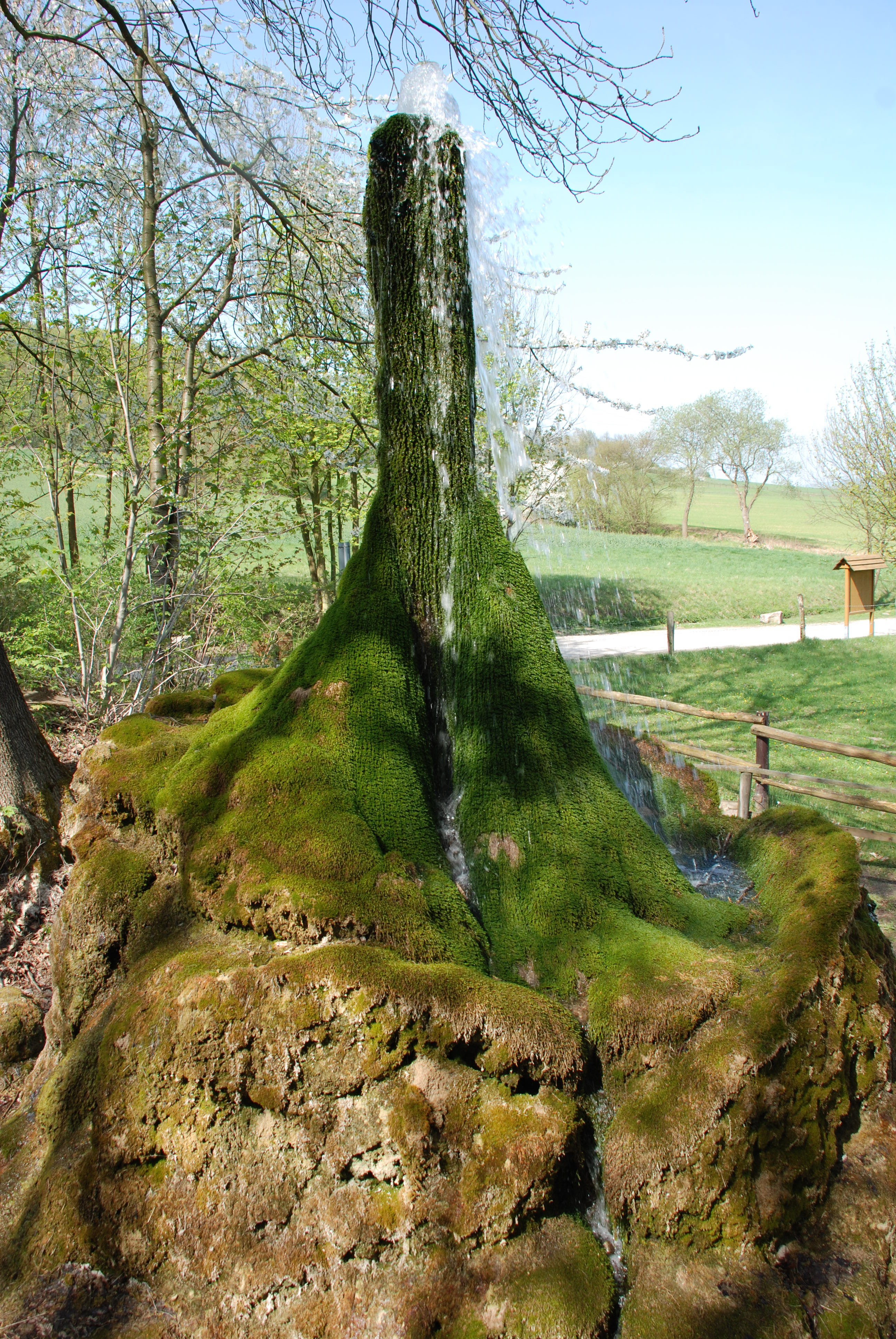
Der Wasserbaum von Ockensen
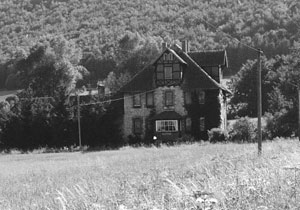
Das alte Forsthaus in Ockensen